# Castilleja de la Cuesta
Castilleja de la Cuesta – gmina w Hiszpanii, w prowincji Sewilla, w Andaluzji, o powierzchni 2,23 km². W 2011 roku gmina liczyła 17 505 mieszkańców.
W mieście jest kilka hacjend.